# Don W. Fawcett

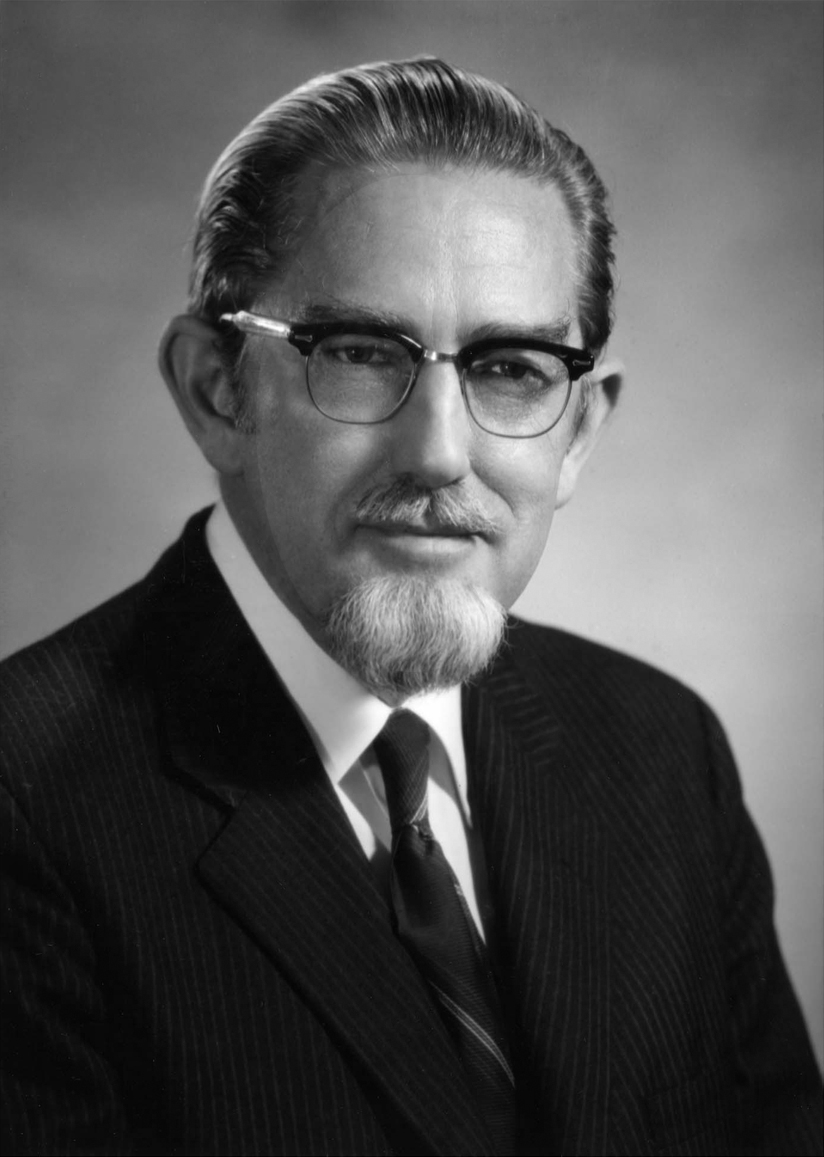
Don W. Fawcett

Don Wayne Fawcett (* 14. März 1917 in Springdale, Iowa; † 7. Mai 2009 in Missoula, Montana) war ein US-amerikanischer Anatom und Zellbiologe.

## Leben
Fawcett wurde als Sohn eines Farmers geboren. Aufgrund einer Krankheit musste der Vater die Farm aufgeben und die Familie siedelte nach Boston über. Dort besuchte Don Fawcett die Boston Latin School und ging 1934 an das Harvard College, wo sein Interesse für Biologie erwachte. 1938 erwarb er den Bachelor-Abschluss und wechselte an die Harvard Medical School, wo er Schüler von George Wislocki war.
1941 heiratete Fawcett seine Jugendliebe aus Iowa, Dorothy Secrest, und schloss ein Jahr später sein Studium ab. Anschließend begann er eine Ausbildung als Chirurg am Massachusetts General Hospital. Ausgelöst durch einen Großbrand im Coconut Grove Nightclub, bei dem 440 Menschen starben und Fawcett 30 Stunden um jedes Menschenleben rang, überdachte er seine Berufsentscheidung und erkannte seine größere Neigung für Forschung und Lehre und wechselte an das Department of Anatomy der Harvard Medical School.
Der Beginn seiner wissenschaftlichen Karriere fiel mit der Zeit der Entwicklung des Elektronenmikroskops zusammen. Fawcett wechselte zu Keith Porter, einem der Pioniere dieser Technik, an das Rockefeller Institute for Medical Research (heute Rockefeller University), wo er sich zunächst mit Kinozilien beschäftigte und das 9+2-Muster der Mikrotubuli entdeckte.
Fawcett zog es jedoch zurück an die Harvard Medical School und er beschäftigte sich weiter mit elektronenmikroskopischen Studien. 1955 bekam Fawcett einen Ruf als Professor für Anatomie und Zellbiologie der Cornell Medical School in New York City und etablierte dort ein elektronenmikroskopisches Labor. 1959 lehnte er einen Ruf an die University of Oxford ab und nahm stattdessen die Hersey-Professur für Anatomie in Harvard an. 1976 wurde er Senior Associate Dean for Preclinical Science. 1985 ging er in den Ruhestand, nahm aber eine Position als Senior Scientist am Internationalen Forschungslabor für Tierkrankheiten in Nairobi (Kenia) an, wo er sich vor allem mit Parasitosen (Theileriose und Trypanosomiasis) beschäftigte. Nach fünf Jahren Tätigkeit in Kenia kehrte er in die Vereinigten Staaten zurück.

## Wirken
Fawcett machte mehrere fundamentale Entdeckungen der Ultrastruktur und modernisierte die Ausbildung in mikroskopischer Anatomie. 29 seiner Studenten und Postdocs wurden Professoren, 30 weitere Direktoren anatomischer oder zellbiologischer Institute.
Er gehörte zu den Mitbegründern der American Society for Cell Biology und wurde 1961 als deren erster Präsident gewählt. Von 1965 bis 1966 war Fawcett Präsident der American Association of Anatomists. 1955 wurde er in die American Academy of Arts and Sciences gewählt, 1972 wurde er Mitglied der National Academy of Sciences.
Fawcett erhielt eine Reihe wissenschaftlicher Auszeichnungen und Ehrentitel. 1988 wurde ihm zu Ehren die Fawcett Lecture in Cell Biology an der Harvard Medical School etabliert.

## Schriften (Auswahl)
- Don W. Fawcett: The Cell. Saunders, 1981, ISBN 0-7216-3584-9.